# Viola (Tennessee)
Pour les articles homonymes, voir Viola.
Viola est une municipalité américaine située dans le comté de Warren au Tennessee.
Selon le recensement de 2010, Viola compte 131 habitants. La municipalité s'étend sur 0,17 mille carré (0,44 km2).
Nommée d'après un personnage de La Nuit des rois de Shakespeare, Viola devient une municipalité en 1901[réf. nécessaire].